# Halina Konopacka
Halina Konopacka (Leonarda Kazimiera Konopacka-Matuszewska-Szczerbińska), poljska atletinja in pesnica, * 26. februar 1900, Rawa Mazowiecka, Poljska, † 28. januar 1989, Daytona Beach, Florida, ZDA.
Halina Konopacka je nastopila na Poletnih olimpijskih igrah 1928 v Amsterdamu, kjer je osvojila naslov prve olimpijske prvakinje v metu diska. Trikrat je postavila svetovni rekord v metu diska, ki ga je držala del leta 1926 ter med letoma 1927 in 1932. Leta 1929 je izdala pesniški zbirko Któregoś dnia (slovensko: Nekega dne).